# Dead Can Dance

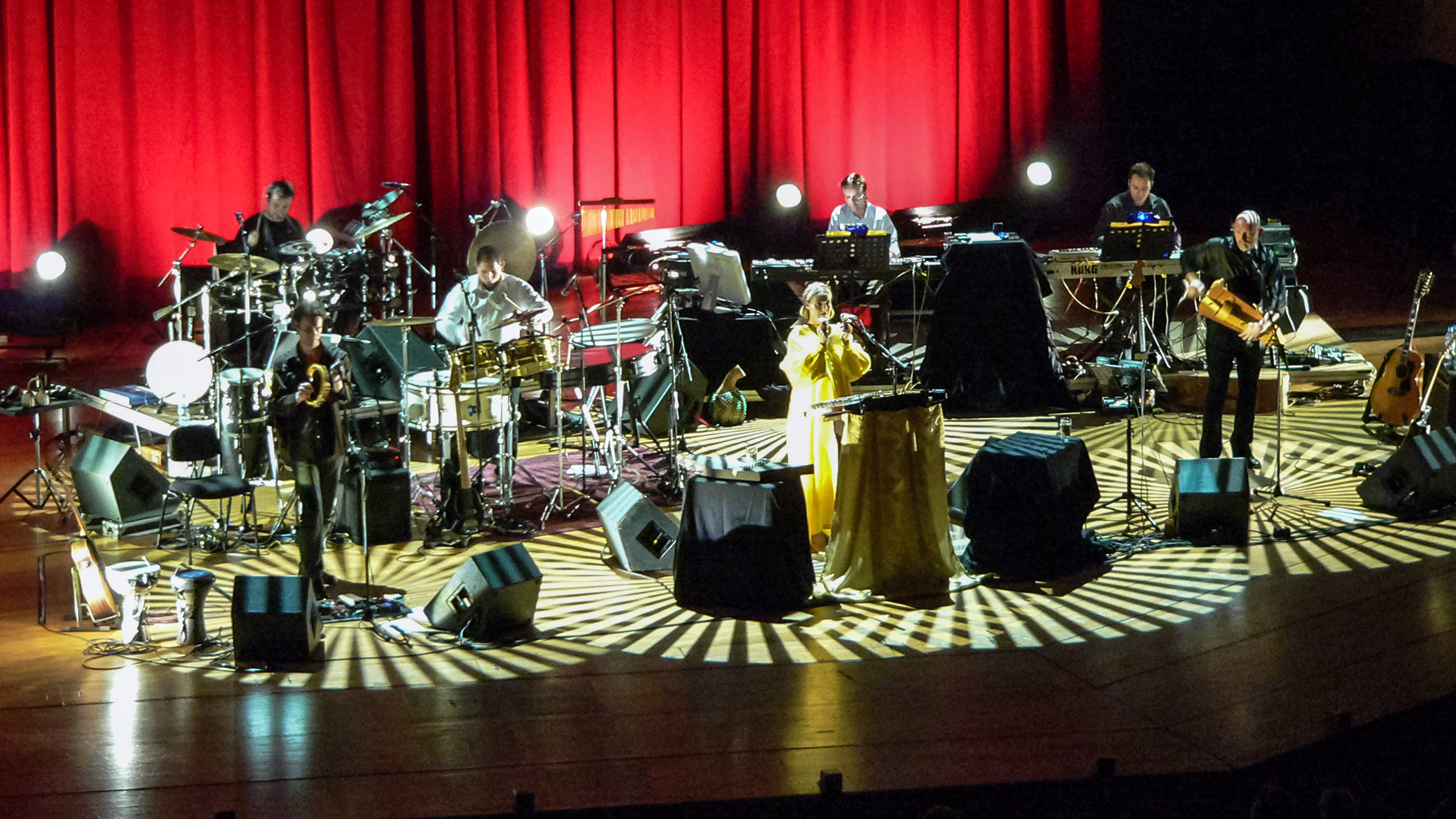
Dead Can Dance tijdens een concert in München in 2005

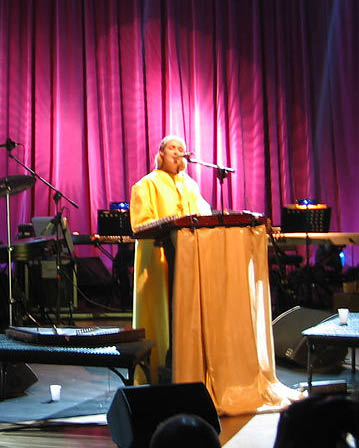
Lisa Gerrard

Dead Can Dance is een Australische band waarvan de vaste kern bestaat uit Lisa Gerrard en Brendan Perry.

## Stijl
Vanwege de eclectische stijl is de muziek van Dead Can Dance niet in een bepaald muziekgenre in te delen. Het eerste album wortelde in de post-punk van groepen als Joy Division, maar in de directe opvolger, de ep Garden of the Arcane Delights, werd het eigen geluid van de groep zichtbaar: een zwaar romantisch geluid gebaseerd op Westerse, maar ook niet-Westerse klassieke muziek. 
De bronnen van Dead Can Dance zijn onder meer te vinden in Keltische muziek, oosterse muziek, middeleeuwse muziek en moderne klassieke muziek als van de klassieke componisten die onder de God Squad vallen.
Dead Can Dance is herkenbaar door het veelvuldig gebruik van percussie, de woordenloze zang van Lisa Gerrard (glossolalie) en het gebruik van oude of niet-Westerse instrumenten als de draailier en het Chinese hakkebord.

## Naam
De naam Dead Can Dance is gekozen vanuit het beeld dat een muziekinstrument - zelf een dood object - tot klinken gebracht wordt door de musicus en zodanig van levenskracht bezield raakt. Brendan Perry hierover:
De illustratie op het albumomslag [van hun eerste album], een ritueel masker uit Nieuw-Guinea, probeerde een visuele herinterpretatie te geven van de betekenis van de naam "Dead Can Dance". Het masker, hoewel ooit een levend deel van een boom, is dood; desalniettemin is het door de kunst van zijn maker vervuld met een eigen levenskracht. Denk om te begrijpen waarom we de naam kozen, aan de transformatie van niet-bewegend naar bewegend.... Denk aan de processen die leven uit de dood en van dood naar leven betreffen. Zoveel mensen hebben de inherente symboliek niet begrepen en namen aan dat we "morbide-gothic-types" moesten zijn, een vergissing die we betreurden en betreuren...

## Ontwikkeling
De band werd opgericht in 1981 in de Australische stad Melbourne. Na een weinig succesvolle start in Australië vertrokken de bandleden in mei 1982 naar Londen, waar ze tekenden bij het 4AD-label. Het debuutalbum Dead Can Dance kwam uit in februari 1984. Binnen een paar jaar werd Dead Can Dance een van de belangrijkste bands van het 4AD-label. Nadat de persoonlijke relatie tussen Gerrard en Perry begin jaren 90 beëindigd was bleven ze samenwerken, ondanks het feit dat Gerrard terugging naar Australië en Perry naar Ierland vertrok. Hij kocht daar een voormalige kerk, Quivey Church, waar hij sindsdien woont en werkt. Hoewel Perry claimde dat de afstand hielp om een zekere individuele creatieve vrijheid te behouden, was het duidelijk dat ook de professionele relatie verminderde zodat de twee uiteindelijk in 1998, tijdens de opnamen van een laatste nooit verschenen cd, uit elkaar gingen. In 2005 kwamen ze voor een wereldtournee weer bij elkaar en ook later werkten ze weer samen.
In juni 2008 werd de gehele catalogus geremasterd uitgebracht in een box-set van hybride sacd's, in augustus 2008 gevolgd door een geremasterde heruitgave van de cd's.
In augustus 2012 verscheen een nieuw studioalbum, Anastasis, en in 2018 verscheen Dionysus.

## Discografie

### Albums
- Dead Can Dance (1984)
- Spleen and Ideal (1985)
- Within the Realm of a Dying Sun (1987)
- The Serpent's Egg (1988)
- Aion (1990)
- Into the Labyrinth (1993)
- Toward the Within (1994)
- Spiritchaser (1996)
- Anastasis (2012)
- In Concert (2013)
- Dionysus (2018)

### Ep's
- Garden of the Arcane Delights (1984)

### Verzamelalbums
- A Passage in Time (1991)
- Dead Can Dance (1981-1998) (2001)
- Wake The Best of Dead Can Dance (2003)
- Memento (2005)
- Dead Can Dance Box Set (2008)

### Dvd
- Toward the Within (2004)

### Bijdragen
- It'll End in Tears (This Mortal Coil, 1984)
- Lonely Is an Eyesore (4AD-verzamelalbum, 1987)
- Baraka (soundtrack, 1992)